# Gródek (powiat zwoleński)
Gródek – wieś w Polsce położona w województwie mazowieckim, w powiecie zwoleńskim, w gminie Policzna. Ma status sołectwa.
| SIMC    | Nazwa             | Rodzaj    |
| ------- | ----------------- | --------- |
| 1060850 | Górny Młyn        | część wsi |
| 1060872 | Grodzisko         | część wsi |
| 0631870 | Gródek Nowy       | część wsi |
| 0631887 | Gródek Stary      | część wsi |
| 1058800 | Grudek Poduchowny | część wsi |
| 1058390 | Kresy             | część wsi |
| 1058711 | Wilczy Dół        | część wsi |
| 1058740 | Wysiecz           | część wsi |
| 1058763 | Wyspa             | część wsi |

Prywatna wieś szlachecka Grodek, położona była w drugiej połowie XVI wieku w powiecie radomskim województwa sandomierskiego. W latach 1975–1998 miejscowość administracyjnie należała do województwa radomskiego.
Z dniem 1 stycznia 2007 wcześniejsza nazwa wsi Grudek została zmieniona na obecnie obowiązującą Gródek. Również dotychczasowe nazwy części wsi Nowy Grudek i Stary Grudek zostały zmienione odpowiednio na: Gródek Nowy i Gródek Stary.
Gródek jest siedzibą rzymskokatolickiej parafii Trójcy Świętej. We wsi znajduje się kościół pw. św. Trójcy zbudowany w latach 1593–1595 z funduszy Andrzeja Kochanowskiego, brata stryjecznego poety Jana Kochanowskiego. Wieżę dobudowano około 1640 roku. W 1907 roku wydłużono nawę i zbudowano nowe prezbiterium i zakrystię. We wnętrzu drewniane epitafium Andrzeja Kochanowskiego. 